# 吉林风毛菊
吉林风毛菊（学名：Saussurea subtriangulata）是菊科风毛菊属的植物。分布在朝鲜、俄罗斯以及中国大陆的吉林等地，生长于海拔20米至700米的地区，目前尚未由人工引种栽培。